# Adam Rapp
Adam Rapp (Chicago, 15 giugno 1968) è uno scrittore, drammaturgo, sceneggiatore, regista, produttore televisivo e attore statunitense.

## Biografia
Adam Rapp è nato a Chicago, fratello maggiore dell'attore Anthony Rapp e figlio di Mary Lee Baird e Douglas Rapp. Rapp è cresciuto a Joliet e ha frequentato la Clarke University di Dubuque prima di studiare drammaturgia alla Juilliard School di New York.
Rapp ha scritto otto romanzi per ragazzi pubblicati tra il 1994 e il 2018, tra cui Pinkzilla, che è stato candidato al Michael L. Printz Award nel 2009. Ha pubblicato anche due romanzi per adulti, The Year of Endless Sorrows (2006) e Know Your Beholder (2015). Rapp ha scritto prevalentemente per il teatro ed è l'autore di oltre venticinque opere teatrali. Ha fatto il suo debutto come drammaturgo nel 2000 con Dreams of the Salthorse e nel 2004 è stato candidato al Premio Pulitzer per la drammaturgia per Red Light Winter. Nel 2019 ha fatto il suo debutto a Broadway in veste di drammaturgo con la pièce The Sound Inside, che gli è valsa una candidatura al Tony Award alla migliore opera teatrale. Nel 2024 è stato candidato al Tony Award al miglior libretto di un musical per The Outsiders. Ha anche insegnato drammaturgia a Yale.
Rapp è inoltre l'autore di diverse sceneggiature per la televisione, avendo scritto episodi delle serie Vinyl e Flesh and Bone.

## Filmografia parziale

### Attore
- X+Y, regia di Morgan Matthews (2014)

### Sceneggiatore
- In Treatment – serie TV, 7 episodi (2010)
- Flesh and Bone – miniserie TV, 2 puntate (2015)
- Vinyl – serie TV, 2 episodi (2016)
- The Looming Tower – miniserie TV, 2 puntate (2018)
- American Rust - Ruggine americana (American Rust) – serie TV, 4 episodi (2021-2024)
- Dexter: New Blood – miniserie TV, puntata 1 (2021)

### Produttore
- Flesh and Bone – miniserie TV, 8 puntate (2015)
- Vinyl – serie TV, 9 episodi (2016)
- The Looming Tower – miniserie TV, 10 puntate (2018)
- American Rust - Ruggine americana (American Rust) – serie TV, 19 episodi (2021-2024)

## Opere (parziale)
- The Year of Endless Sorrows, Farrar, Straus and Giroux, ISBN 978-0374293437 (2006)
- Pinkzilla,  Candlewick Press, ISBN 978-0763652975 (2009)
- Know Your Beholder, Little Brown US, ISBN 978-0316368919 (2015)

## Teatro
- Dreams of the Salthorse (2000)
- Nocturne (2000)
- Animals and Plants (2001)
- Train Story (short play, 2001)
- Finer Noble Gases (2002)
- Faster (2002)
- Trueblinka (2002)
- Stone Cold Dead Serious (2003)
- Blackbird (2004)
- Gompers (2004)
- Members Only (short play, 2005)
- Red Light Winter (2005)
- Essential Self-Defense (2006)
- Bingo with the Indians (2007)
- American Sligo (2008)
- Kindness (2008)
- Classic Kitchen Timer (short play, 2009)
- The Metal Children (2010)
- Ghosts in the Cottonwoods (2011)
- The Hallway Trilogy (2011), Part One: Rose, Part Two: Paraffin, Part Three: Nursing
- The Edge of Our Bodies (2011)
- Dreams of Flying Dreams of Falling (2011)
- Through the Yellow Hour (2012)
- Wolf in the River (2016)
- The Purple Lights of Joppa Illinois (2016)
- The Sound Inside (2018)
- The Outsiders (2023)